# (3955) Bruckner
(3955) Bruckner es un asteroide perteneciente al cinturón de asteroides, descubierto el 9 de septiembre de 1988 por Freimut Börngen desde el Observatorio Karl Schwarzschild, en Tautenburg, Alemania.

## Designación y nombre
Designado provisionalmente como 1988 RF3. Fue nombrado Bruckner en honor al compositor y pianista austríaco Anton Bruckner.